# Marigny-Marmande
Pour les articles homonymes, voir Marigny et Marmande.
Marigny-Marmande est une commune française du département d'Indre-et-Loire, en région Centre-Val de Loire.

## Géographie
Commune de 3 000 hectares, Marigny-Marmande est installée au pied du massif forestier de Saint-Gilles, à 20 kilomètres de Richelieu.
Marigny-Marmande est aussi la plus grande commune en superficie du canton de Richelieu.
| Braslou | Luzé             | Ports-sur-Vienne           |
| Jaulnay | Marigny-Marmande | Pussigny Antogny-le-Tillac |
|         | Mondion Vienne   | Vellèches Vienne           |

### Hydrographie

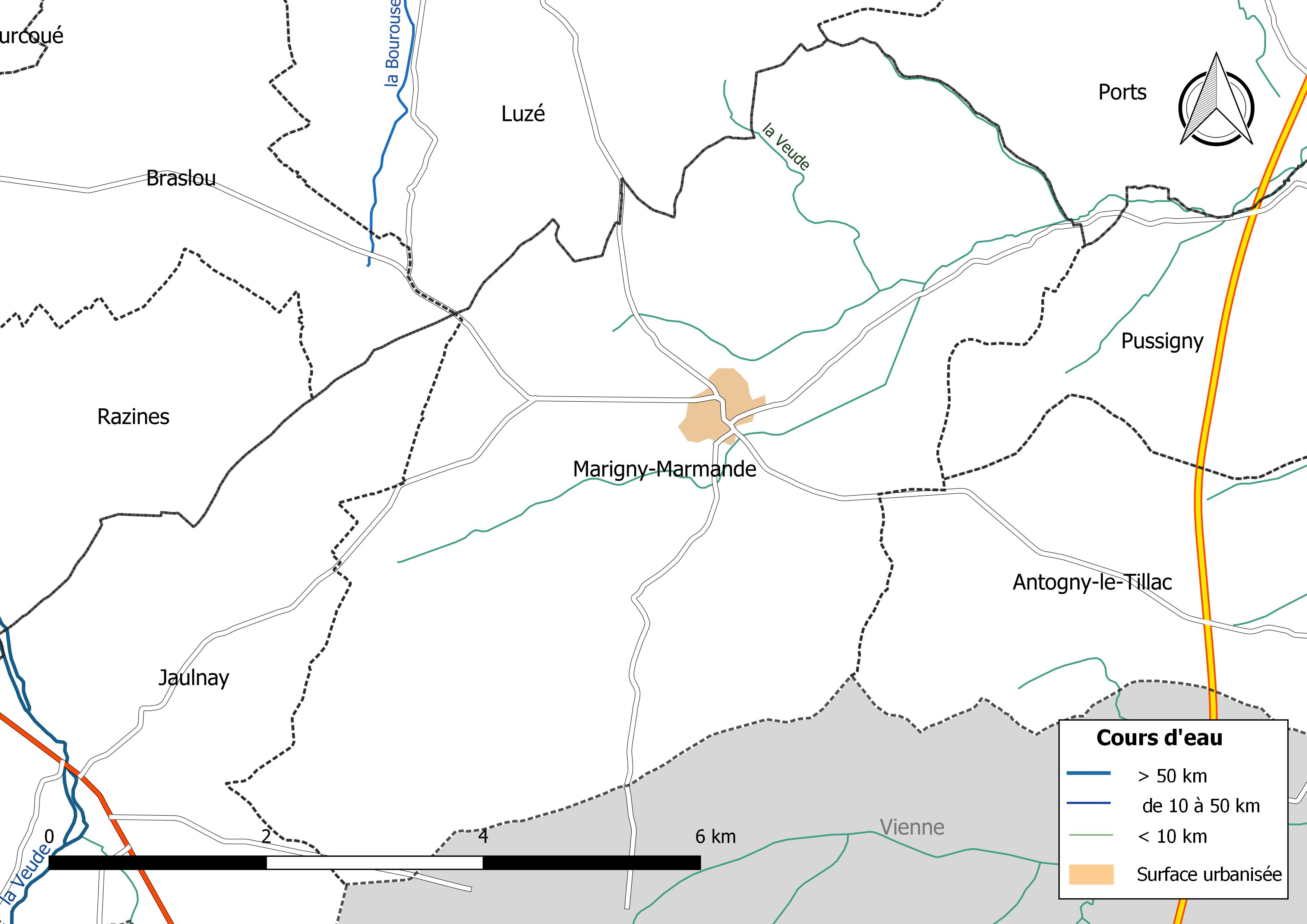
Réseau hydrographique de Marigny-Marmande.

Le réseau hydrographique communal, d'une longueur totale de 15,71 km, comprend quatre petits cours d'eau dont la Veude (4,285 km),.

### Climat
Pour des articles plus généraux, voir Climat du Centre-Val de Loire et Climat d'Indre-et-Loire.
En 2010, le climat de la commune est de type climat océanique dégradé des plaines du Centre et du Nord, selon une étude du CNRS s'appuyant sur une série de données couvrant la période 1971-2000. En 2020, Météo-France publie une typologie des climats de la France métropolitaine dans laquelle la commune est exposée à un climat océanique altéré et est dans une zone de transition entre les régions climatiques « Moyenne vallée de la Loire » et « Poitou-Charentes ». 
Pour la période 1971-2000, la température annuelle moyenne est de 11,6 °C, avec une amplitude thermique annuelle de 14,9 °C. Le cumul annuel moyen de précipitations est de 679 mm, avec 10,6 jours de précipitations en janvier et 6,3 jours en juillet. Pour la période 1991-2020, la température moyenne annuelle observée sur la station météorologique de Météo-France la plus proche, sur la commune de Courcoué à 9 km à vol d'oiseau, est de 12,5 °C et le cumul annuel moyen de précipitations est de 688,4 mm,. Pour l'avenir, les paramètres climatiques de la commune estimés pour 2050 selon différents scénarios d'émission de gaz à effet de serre sont consultables sur un site dédié publié par Météo-France en novembre 2022.

## Urbanisme

### Typologie
Au 1er janvier 2024, Marigny-Marmande est catégorisée commune rurale à habitat dispersé, selon la nouvelle grille communale de densité à sept niveaux définie par l'Insee en 2022.
Elle est située hors unité urbaine et hors attraction des villes,.

### Occupation des sols
L'occupation des sols de la commune, telle qu'elle ressort de la base de données européenne d’occupation biophysique des sols Corine Land Cover (CLC), est marquée par l'importance des territoires agricoles (82,4 % en 2018), une proportion sensiblement équivalente à celle de 1990 (82,9 %). La répartition détaillée en 2018 est la suivante :
terres arables (65,5 %), zones agricoles hétérogènes (16,9 %), forêts (15,6 %), zones urbanisées (1,1 %), zones industrielles ou commerciales et réseaux de communication (0,9 %). L'évolution de l’occupation des sols de la commune et de ses infrastructures peut être observée sur les différentes représentations cartographiques du territoire : la carte de Cassini (XVIIIe siècle), la carte d'état-major (1820-1866) et les cartes ou photos aériennes de l'IGN pour la période actuelle (1950 à aujourd'hui).

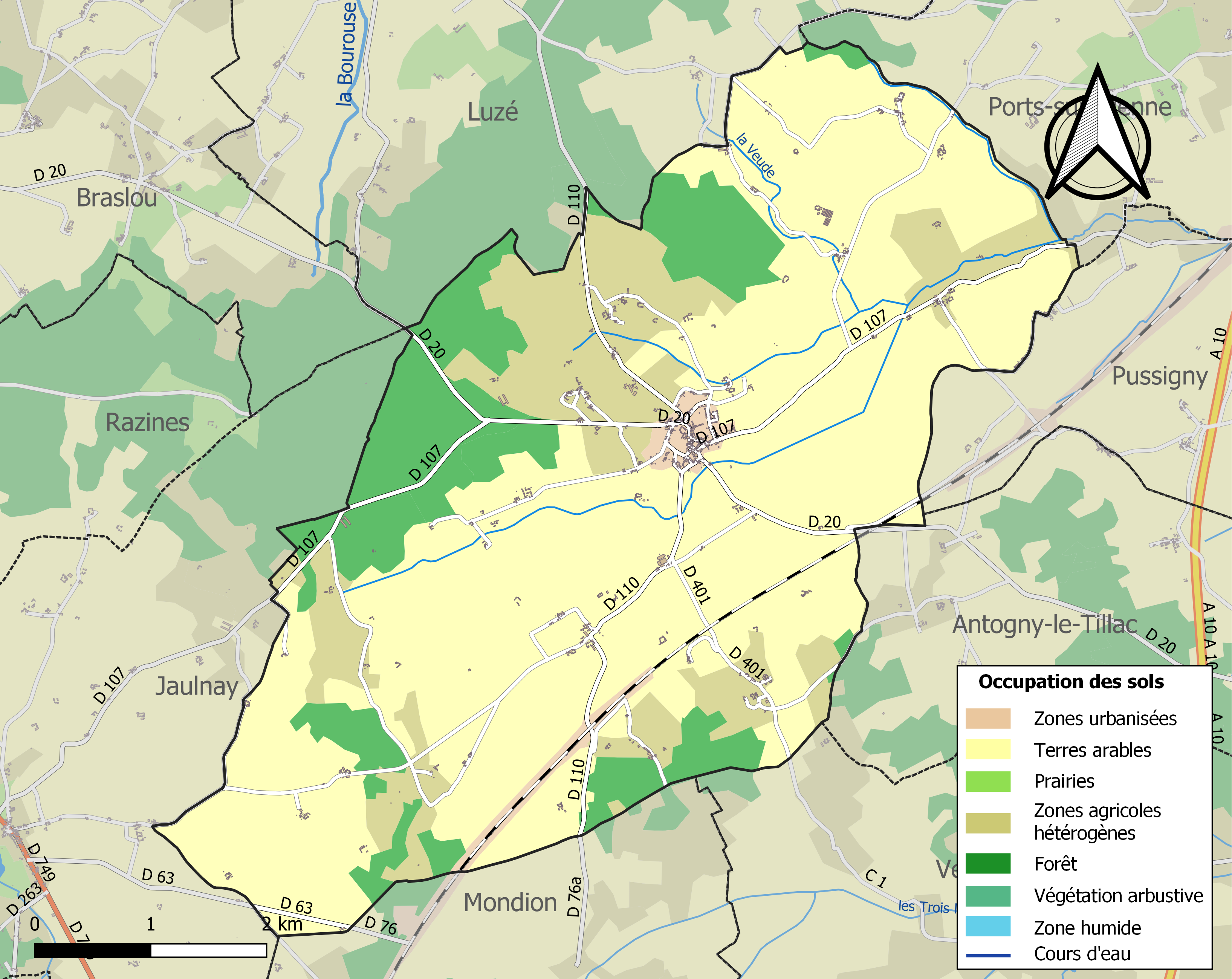
Carte des infrastructures et de l'occupation des sols de la commune en 2018 (CLC).

### Risques majeurs
Le territoire de la commune de Marigny-Marmande est vulnérable à différents aléas naturels : météorologiques (tempête, orage, neige, grand froid, canicule ou sécheresse), feux de forêts et séisme (sismicité modérée). Un site publié par le BRGM permet d'évaluer simplement et rapidement les risques d'un bien localisé soit par son adresse soit par le numéro de sa parcelle.
Pour anticiper une remontée des risques de feux de forêt et de végétation vers le nord de la France en lien avec le dérèglement climatique, les services de l’État en région Centre-Val de Loire (DREAL, DRAAF, DDT) avec les SDIS ont réalisé en 2021 un atlas régional du risque de feux de forêt, permettant d’améliorer la connaissance sur les massifs les plus exposés. La commune, étant pour partie dans le massif de Marigny, est classée au niveau de risque 1, sur une échelle qui en comporte quatre (1 étant le niveau maximal).

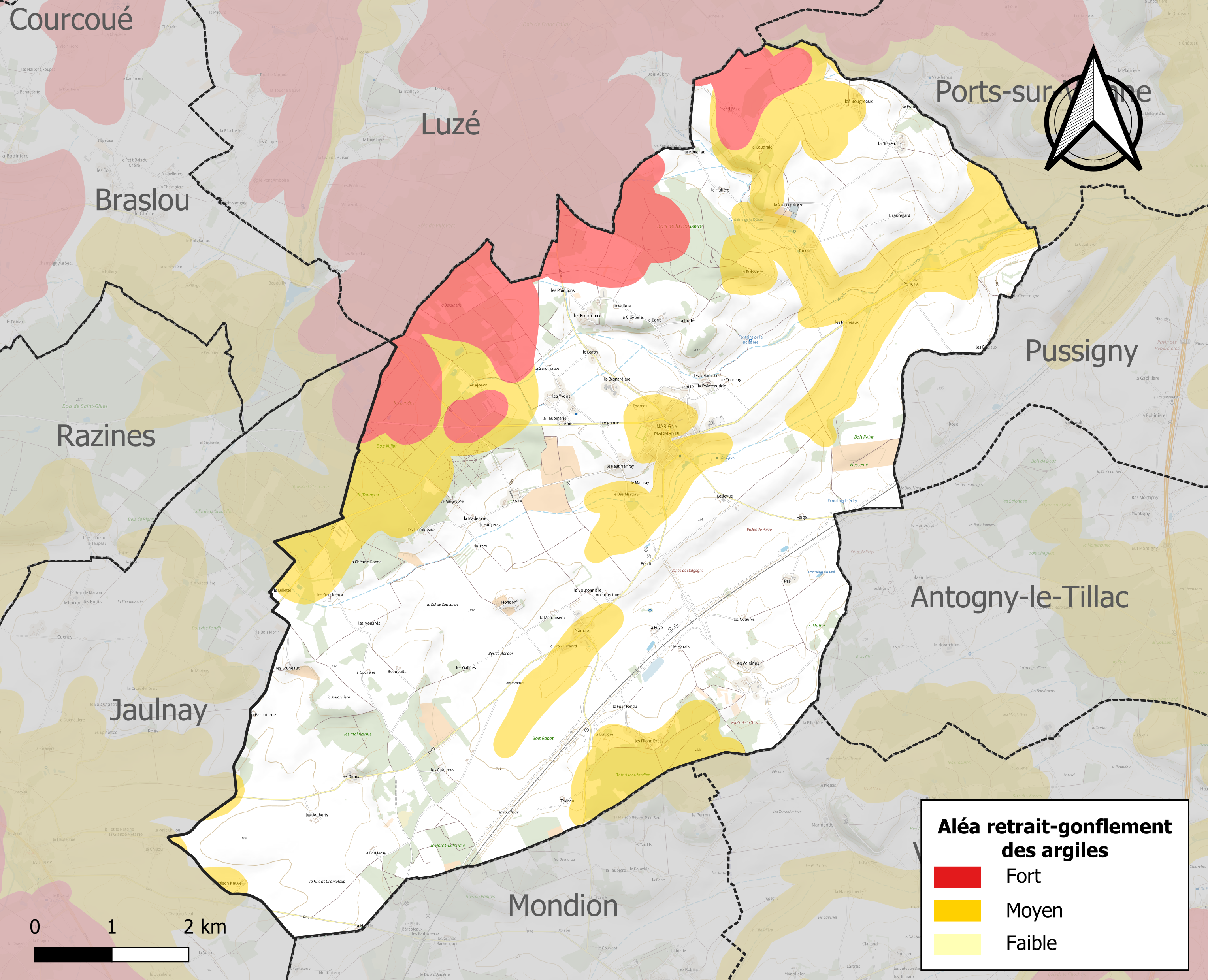
Carte des zones d'aléa retrait-gonflement des sols argileux de Marigny-Marmande.

Le retrait-gonflement des sols argileux est susceptible d'engendrer des dommages importants aux bâtiments en cas d’alternance de périodes de sécheresse et de pluie. 31,5 % de la superficie communale est en aléa moyen ou fort (90,2 % au niveau départemental et 48,5 % au niveau national). Sur les 359 bâtiments dénombrés sur la commune en 2019, 170 sont en aléa moyen ou fort, soit 47 %, à comparer aux 91 % au niveau départemental et 54 % au niveau national. Une cartographie de l'exposition du territoire national au retrait gonflement des sols argileux est disponible sur le site du BRGM,.
Concernant les mouvements de terrains, la commune a été reconnue en état de catastrophe naturelle au titre des dommages causés par des mouvements de terrain en 1999.

## Toponymie
Les mentions anciennes de Marigny sont : Madriniacus 862, Marigniacus XIe siècle.
L'étymologie de Madriniacus indique qu'il se serait formé à l'époque gallo-romaine, il est composé d'un nom de personne romaine Matrinius issu de Matres "les Mères" + suff. -acus "domaine de". Le nom Madriniacus signifierait " le Domaine des Mères". Peut-être en raison de l'emplacement du village dans un vallon humide, anciennement marécageux, près des ruisseaux qui forment la Veude.

## Histoire
Marigny-Marmande fut citée pour la première fois sous le nom de « Marigniacus » au XIe siècle. Appelée par la suite « Marigny-sous-Marmande », du fait qu'elle formait un fief sous la tutelle de la cité médiévale de Marmande (cf. aussi Marmande à Vellèches).
La paroisse de Marigny formait un fief qui relevait de Châtellerault, à la foi et hommage lige et une paire d'éperons dorés, du prix de quinze sols, à chaque mutation de seigneur.
Au XIVe siècle, le seigneur de Marigny, à cause de la 6e partie de la grande dîme d'Ingrandes, qui était attaché à son fief, avait le droit de passer, quand cela lui convenait, botté et éperonné et avec sa suite, dans le chœur de l'église du Chapitre de Notre-Dame de Châtellerault.
Le fief de Marigny appartenait en 1488, à Guyon de Saint-Julien, écuyer; en 1737, à Louis Douin de Noiré ; en 1778, à Marie-François de Noiré.
En 1832, Marigny-Marmande a annexé les communes de Nancré et de Pontçay.
Cette ville est édifiée autour de divers châteaux dont celui de Noiré et celui de Nancré dont il ne reste plus que la ferme.

## Politique et administration

### Liste des maires
| Période                                  | Période      | Identité         | Étiquette | Qualité     |
| ---------------------------------------- | ------------ | ---------------- | --------- | ----------- |
| mars 2001                                | mars 2008    | Claudie Thibault |           | Agriculteur |
| mars 2008                                | mars 2014    | Jean Thomas      | PS        | Retraité    |
| mars 2014                                | juillet 2020 | Christian Pineau | SE        | Commerçant  |
| juillet 2020                             | En cours     | Claudy Fouquet   |           | Retraité    |
| Les données manquantes sont à compléter. |              |                  |           |             |

### Tendances politiques
| Scrutin             | Scrutin             | 1er tour | 1er tour | 1er tour | 1er tour | 1er tour | 1er tour | 1er tour | 1er tour | 1er tour | 1er tour | 1er tour | 1er tour | 2d tour | 2d tour | 2d tour | 2d tour | 2d tour  | 2d tour |
| Scrutin             | Scrutin             | 1er      | 1er      | %        | 2e       | 2e       | %        | 3e       | 3e       | %        | 4e       | 4e       | %        | 1er     | 1er     | %       | 2e      | 2e       | %       |
| ------------------- | ------------------- | -------- | -------- | -------- | -------- | -------- | -------- | -------- | -------- | -------- | -------- | -------- | -------- | ------- | ------- | ------- | ------- | -------- | ------- |
| Présidentielle 2017 | Présidentielle 2017 |          | FN       | 35,71    |          | LR       | 24,86    |          | EM       | 11,14    |          | LFI      | 11,14    |         | FN      | 52,81   |         | EM       | 47,19   |
| Présidentielle 2022 | Présidentielle 2022 |          | RN       | 35,78    |          | LREM     | 20,82    |          | LFI      | 14,37    |          | REC      | 8,21     |         | RN      | 57,40   |         | LREM     | 42,60   |
| Législatives 2022   | 4e                  |          | RN       | 32,19    |          | RE-Ens   | 25,75    |          | PS-Nupes | 21,89    |          | REC      | 6,87     |         | RE-Ens  | 50,85   |         | PS-Nupes | 49,15   |
| Législatives 2024   | 4e                  |          | RN       | 48,48    |          | RE-Ens   | 23,91    |          | PS-NFP   | 16,84    |          | LR       | 10,44    |         | RN      | 59,86   |         | PS-NFP   | 40,14   |

## Population et société

### Démographie
L'évolution du nombre d'habitants est connue à travers les recensements de la population effectués dans la commune depuis 1793. Pour les communes de moins de 10 000 habitants, une enquête de recensement portant sur toute la population est réalisée tous les cinq ans, les populations de référence des années intermédiaires étant quant à elles estimées par interpolation ou extrapolation. Pour la commune, le premier recensement exhaustif entrant dans le cadre du nouveau dispositif a été réalisé en 2007.

En 2022, la commune comptait 605 habitants, en évolution de +2,89 % par rapport à 2016 (Indre-et-Loire : +1,67 %, France hors Mayotte : +2,11 %).
| 1793 | 1800 | 1806 | 1821 | 1831 | 1836 | 1841 | 1846 | 1851 |
| ---- | ---- | ---- | ---- | ---- | ---- | ---- | ---- | ---- |
| 417  | 458  | 463  | 483  | 501  | 903  | 917  | 941  | 910  |

| 1856 | 1861 | 1866 | 1872 | 1876 | 1881 | 1886 | 1891 | 1896 |
| ---- | ---- | ---- | ---- | ---- | ---- | ---- | ---- | ---- |
| 900  | 935  | 937  | 927  | 890  | 859  | 780  | 806  | 784  |

| 1901 | 1906 | 1911 | 1921 | 1926 | 1931 | 1936 | 1946 | 1954 |
| ---- | ---- | ---- | ---- | ---- | ---- | ---- | ---- | ---- |
| 842  | 890  | 929  | 807  | 821  | 840  | 837  | 846  | 938  |

| 1962 | 1968 | 1975 | 1982 | 1990 | 1999 | 2006 | 2007 | 2012 |
| ---- | ---- | ---- | ---- | ---- | ---- | ---- | ---- | ---- |
| 910  | 853  | 760  | 651  | 600  | 625  | 618  | 617  | 586  |

| 2017 | 2022 | - | - | - | - | - | - | - |
| ---- | ---- | - | - | - | - | - | - | - |
| 595  | 605  | - | - | - | - | - | - | - |

### Enseignement
Marigny-Marmande se situe dans l'Académie d'Orléans-Tours (Zone B) et dans la circonscription de Chinon.
L'école primaire accueille les élèves de la commune.

## Culture locale et patrimoine

### Lieux et monuments
- Église Saint-Vincent, agrandie en 1860, après la réunification des trois communes.
- Remparts du château fort de Mondon.
- Centre équestre appelé la Gouronière.
- Vestiges du télégraphe Chappe.
- Vestiges du château de l'Ardoise.
- Ancien lavoir.
- Manoir des cotieres.
- Vestiges du prieuré et église de Ponçay[30]